# Dezembro Verde
Dezembro Verde é uma campanha de conscientização brasileira realizada em vários municípios no mês de dezembro. Tem o foco de combater o abandono e os maus-tratos contra animais. Através de ações educativas, a população reflete sobre a importância do animal de estimação e da guarda responsável, que evita penalidades previstas nas leis da natureza.

## Origem
A campanha foi idealizada no Ceará em 2015 pelo ativista Francisco Alex Carlos Paiva (Alex Paiva), natural de Sobral, que sentiu a necessidade de alertar sobre o abandono de animais diante de tristes estatísticas. Dezembro foi escolhido por ser o mês em que o abandono de animais começa a se intensificar até meados de fevereiro, devido à negligência ou dolo de donos que viajam para curtir festas de fim de ano e férias. O mês também se destaca por ter o Dia Internacional dos Direitos Animais. A ideia de Alex começou a se espalhar nacionalmente após chegar a outros protetores da causa animal. Porém, ocorreu um consenso para melhorias, onde participaram Drika Morais (Distrito Federal), protetora integrante da Confederação Brasileira de Proteção Animal (CBPA), Goretti Queiroz (Pernambuco) e Valéria Mendes (Distrito Federal). Juntos decidiram mudar a cor para o verde devido à questão ambiental, que também está relacionada com os animais.

## Projeto de lei
Foi proposto por um legislador no 1º Encontro Nacional de Vereadores em Defesa dos Animais, ocorrido em outubro de 2017 na cidade de São Paulo, que os vereadores presentes protocolassem projetos de lei em seus municípios instituindo a campanha. A proposta foi bem recebida e no mesmo ano vereadores já começaram a apresentar o projeto. Desde então, a campanha vem se tornando lei em vários municípios do Brasil.